# Rudolf Nirk
Rudolf Nirk (* 11. Oktober 1922 in Ravensburg; † 25. August 2010 in Heidelberg) war ein deutscher Jurist, Autor und Rechtsanwalt beim Bundesgerichtshof.

## Leben
Rudolf Nirk nahm als U-Boot-Kommandant am Zweiten Weltkrieg teil und begann 1946 ein Studium in Tübingen. Nach Tätigkeit am Max-Planck-Institut für ausländisches und internationales Privatrecht wurde Rudolf Nirk 1953 Rechtsanwalt und 1963 beim Bundesgerichtshof zugelassen. Rudolf Nirk war Vorstandsmitglied und fünf Jahre Vizepräsident der Rechtsanwaltskammer beim Bundesgerichtshof, Vorstandsmitglied und Vizepräsident des Deutschen Anwaltvereins (DAV), Vorsitzender und Ehrenvorsitzender des Vereins der beim Bundesgerichtshof zugelassenen Rechtsanwälte e.V. sowie Vorsitzender des GVG/ZPO-Gesetzgebungsausschusses des DAV. Er war Mitherausgeber der Neuen Juristischen Wochenschrift.
Neben seiner Tätigkeit im Handels- und Wirtschaftsrecht veröffentlichte er auch im Bereich des Sportrechts: seine 1964 erstellten Eigenregeln des Skilaufens bildeten eine Grundlage für die 1967 beschlossenen Verhaltensregeln für Skifahrer des Internationalen Skiverbandes (FIS).
Nirk wurde mit dem Großen Bundesverdienstkreuz der Bundesrepublik Deutschland ausgezeichnet, war Honorarprofessor an der Ruprecht-Karls-Universität Heidelberg und wurde mit dem Ehrenzeichen der Deutschen Anwaltschaft ausgezeichnet.